# Emissione di fatture o altri documenti per operazioni inesistenti
Nell'ordinamento italiano, l'emissione di fatture o di altri documenti per operazioni inesistenti è un reato previsto dall'art. 8 del D.Lgs. 74/2000. 

## Contenuto della norma
Esso punisce con la reclusione da 18 mesi a 6 anni, chiunque al fine di consentire a terzi l'evasione delle imposte sul valore aggiunto o sui redditi, emette fatture o altri documenti per operazioni inesistenti.
L'emissione e il rilascio di più fatture o altri documenti per operazioni inesistenti relative al medesimo periodo d'imposta, si considera come un unico reato.
In seguito al D.L.138/2011 denominato "Manovra di Ferragosto" le circostanze attenuanti previste al 3°comma di detto articolo sono state abrogate.

## Il concorso
È espressamente escluso dall'art. 9 D.Lgs. 74 del 2000 il concorso (art.110 C.P.) nel reato di dichiarazione fraudolenta tra chi ha emesso le fatture e l'utilizzatore delle stesse e viceversa; ciò è stato voluto al fine di escludere la possibilità di incorrere nel divieto sancito dall'art.649 C.P.P. che si riassume nel brocardo "ne bis in idem" ovvero "non si può essere puniti in maniera doppia per la medesima condotta sostanziale" Sent. Cass. n°24167/2003

## Momento della consumazione
Per il momento della commissione del delitto rileva la registrazione in dichiarazione del documento emesso da parte di chi lo ha ricevuto. 
Ai fini della competenza del giudice, se le fatture sono emesse in più circondari, è competente il tribunale del circondario in cui il pubblico ministero ha iscritto per primo la notizia di reato.
È un reato di pericolo con natura istantanea, La condotta di emissione è sanzionata penalmente a prescindere che si realizzi il fine di "consentire a sé o a terzi l'evasione dell'iva o delle imposte dirette"

## Testi normativi
Nuova disciplina dei reati in materia di imposte sui redditi e sul
valore aggiunto, a norma dell'articolo 9 della legge 25 giugno 1999, n. 205 (D.Lgs. 74/2000) 